# Desperate Housewives (3.ª temporada)
A terceira temporada da série de televisão americana de drama Desperate Housewives, começou a ser exibida pela ABC nos Estados Unidos em 24 de setembro de 2006 e concluída em 20 de maio de 2007. A temporada continua a história dos moradores de Wisteria Lane, descrevendo suas vidas no bairro suburbano, enquanto lida com a chegada do misterioso Orson Hodge. Transmitida no horário noturno de domingo às 9:00 (ET), a temporada foi ao ar por 23 episódios regulares. Além disso, dois clip show foram produzidos para a temporada, a fim de colocar em perspectiva os eventos anteriores do programa. "The Juiciest Bites" foi ao ar antes do décimo sétimo episódio, detalhando os eventos das três primeiras temporadas, a fim de introduzir os novos arcos da história no final da temporada. "Secrets and Lies" foi narrado por Brenda Strong e foi o último clip show a ser produzido para a série, exibido antes do início da quarta temporada.
A temporada recebeu críticas positivas, a maioria dos críticos notou uma melhora na redação após a mal-sucedida segunda temporada. A equipe de produção e os membros do elenco receberam uma resposta crítica positiva, resultando em vários prêmios e indicações. Esta temporada também foi ao ar o primeiro "episódio de desastre" da série, "Bang", onde os principais personagens lidam com um tiroteio em um supermercado local. Apesar de inúmeras reclamações sobre agendamento nas temporadas anteriores, Desperate Housewives foi uma das poucas séries da ABC a manter seu horário original. O episódio mais assistido da temporada foi a estreia da temporada, assistida por 24,09 milhões de telespectadores com uma classificação de 8,5, ocupando o segundo lugar na semana. A Buena Vista Home Entertainment lançou oficialmente a temporada em DVD nos Estados Unidos e no Canadá em 4 de setembro de 2007.

## Episódios
| N.º na série | N.º na temp. | Título                              | Dirigido por    | Escrito por                               | Exibição original       | Audiência (milhões) |
| ------------ | ------------ | ----------------------------------- | --------------- | ----------------------------------------- | ----------------------- | ------------------- |
| 48           | 1            | "Listen to the Rain on the Roof"    | Larry Shaw      | Marc Cherry & Jeff Greenstein             | 24 de setembro de 2006  | 24.09               |
| 49           | 2            | "It Takes Two"                      | David Grossman  | Kevin Murphy & Jenna Bans                 | 1 de outubro de 2006    | 21.42               |
| 50           | 3            | "A Weekend in the Country"          | Wendey Stanzler | Bob Daily                                 | 8 de outubro de 2006    | 20.96               |
| 51           | 4            | "Like It Was"                       | Larry Shaw      | John Pardee & Joey Murphy                 | 15 de outubro de 2006   | 20.64               |
| 52           | 5            | "Nice She Ain't"                    | David Warren    | Alexandra Cunningham & Susan Nirah Jaffee | 22 de outubro de 2006   | 19.71               |
| 53           | 6            | "Sweetheart, I Have to Confess"     | David Grossman  | Dahvi Waller & Josh Senter                | 29 de outubro de 2006   | 21.24               |
| 54           | 7            | "Bang"                              | Larry Shaw      | Joe Keenan                                | 5 de novembro de 2006   | 22.65               |
| 55           | 8            | "Children and Art"                  | Wendey Stanzler | Kevin Etten & Jenna Bans                  | 12 de novembro de 2006  | 22.27               |
| 56           | 9            | "Beautiful Girls"                   | David Grossman  | Dahvi Waller & Susan Nirah Jaffee         | 19 de novembro de 2006  | 21.63               |
| 57           | 10           | "The Miracle Song"                  | Larry Shaw      | Bob Daily                                 | 26 de novembro de 2006  | 21.43               |
| 58           | 11           | "No Fits, No Fights, No Feuds"      | Sanaa Hamri     | Alexandra Cunningham & Josh Senter        | 7 de janeiro de 2007    | 18.71               |
| 59           | 12           | "Not While I'm Around"              | David Grossman  | Kevin Murphy & Kevin Etten                | 14 de janeiro de 2007   | 16.76               |
| 60           | 13           | "Come Play Wiz Me"                  | Larry Shaw      | Valerie Ahern & Christian McLaughlin      | 21 de janeiro de 2007   | 17.14               |
| 61           | 14           | "I Remember That"                   | David Warren    | John Pardee & Joey Murphy                 | 11 de fevereiro de 2007 | 18.10               |
| 62           | 15           | "The Little Things You Do Together" | David Grossman  | Marc Cherry & Joe Keenan                  | 18 de fevereiro de 2007 | 18.51               |
| 63           | 16           | "My Husband, the Pig"               | Larry Shaw      | Brian A. Alexander                        | 4 de março de 2007      | 18.31               |
| 64           | 17           | "Dress Big"                         | Matthew Diamond | Kevin Etten & Susan Nirah Jaffee          | 8 de abril de 2007      | 15.93               |
| 65           | 18           | "Liaisons"                          | David Grossman  | Jenna Bans & Alexandra Cunningham         | 15 de abril de 2007     | 16.35               |
| 66           | 19           | "God, That's Good"                  | Larry Shaw      | Dahvi Waller & Josh Senter                | 22 de abril de 2007     | 15.91               |
| 67           | 20           | "Gossip"                            | Wendey Stanzler | John Pardee & Joey Murphy                 | 29 de abril de 2007     | 17.17               |
| 68           | 21           | "Into the Woods"                    | David Grossman  | Alexandra Cunningham                      | 6 de maio de 2007       | 17.16               |
| 69           | 22           | "What Would We Do Without You?"     | Larry Shaw      | Bob Daily                                 | 13 de maio de 2007      | 16.13               |
| 70           | 23           | "Getting Married Today"             | David Grossman  | Joe Keenan & Kevin Murphy                 | 20 de maio de 2007      | 18.82               |